# Xanthopimpla calva
Xanthopimpla calva là một loài tò vò trong họ Ichneumonidae.